# مارتن مولر (متسابق بياثل)
مارتن مولر (بالدنماركية: Martin Møller)‏ هو متسابق بياثل دنماركي، ولد في 18 مايو 1980 في Næstved ‏ في الدنمارك.

## وصلات خارجية
- مارتن مولر على موقع IBU (الإنجليزية)
- مارتن مولر على موقع الاتحاد الدولي للتزلج (التزلج الريفي) (الإنجليزية)
- مارتن مولر على موقع اللجنة الأولمبية الدولية (الإنجليزية)
- مارتن مولر على موقع أوليمبيديا (الإنجليزية)